# ألفا جونستون
ألفا جونستون (بالإنجليزية: Alva Johnston)‏ هو كاتب سير وصحفي أمريكي، ولد في 1 أغسطس 1888، وتوفي في 23 نوفمبر 1950.